# Contea di Van Buren (Arkansas)
La contea di Van Buren, in inglese Van Buren County, è una contea dello Stato dell'Arkansas, negli Stati Uniti. La popolazione al censimento del 2000 era di 16 192 abitanti. Il capoluogo di contea è Clinton.

## Storia
La contea di Van Buren fu costituita nel 1833. Prende il nome dal presidente Martin Van Buren.